# Strtok

strtok — функция стандартной библиотеки языка программирования Си, для поиска лексем в строке. Последовательность вызовов функции разбивает строку на лексемы, разделенные символами разделителями.

## Прототип функции
Прототип, описанный в заголовочном файле string.h:
```
char
 
*
strtok
(
char
 
*
string
,
 
const
 
char
 
*
delim
);

```

- string — указатель на строку, которую нужно разбить на лексемы. После вызова строка изменяется. Для последующего вызова можно передать NULL, тогда функция продолжит поиск в оригинальной строке.
- delim — указатель на строку, содержащую разделители.

## Возвращаемое значение
Функция возвращает указатель на первую найденную лексему в строке. Если лексем не найдено, то возвращается пустой указатель.

## Использование

### Подключение
C
```
#include
 
<string.h>

```

C++
```
#include
 
<cstring>

```

### Пример использования
```
#include
 
<stdio.h>

#include
 
<string.h>

 

int
 
main
()

{

  
char
 
str
[]
 
=
 
"Это не баг, это фича."
;

  
printf
(
"Разделение строки 
\"
%s
\"
 на лексемы."
,
 
str
);

  
char
 
*
pch
 
=
 
strtok
(
str
,
 
" ,."
);
 
//во втором параметре указаны разделители (пробел, запятая, точка)

  
printf
(
"
\n
Лексемы:"
);

  
while
 
(
pch
 
!=
 
NULL
)
 
//пока есть лексемы

  
{

      
printf
(
"
\n
%s"
,
 
pch
);

      
pch
 
=
 
strtok
(
NULL
,
 
" ,."
);

  
}

  
return
 
0
;

}

```

Вывод:
```
Разделение строки "Это не баг, это фича." на лексемы.
Лексемы:
Это
не
баг
это
фича

```

## Безопасность
Функция strtok не реентерабельна. Существуют две потокобезопасные, не входящие в стандарт функции - strtok_s (в VC++) и strtok_r (в стандарте POSIX).